# Championnats d'Asie de VTT 2020
Navigation
Édition précédente Édition suivante
Les Championnats d'Asie de VTT 2020 ont lieu du 1er au 5 février 2020 à Chiang Rai en Thaïlande pour le cross country, le cross-country eliminator et la descente.

## Résultats

### Cross-country
| Épreuves               | Or                                                                              | Argent | Bronze                                                                                             |
| ---------------------- | ------------------------------------------------------------------------------- | --- | -------------------------------------------------------------------------------------------------- |
| Hommes élites          | Kohei Yamamoto                                                                  | Seiya Hirano                                                                                                | Peerapol Chawchiangkwang                                                                           |
| Hommes moins de 23 ans | Lyu Xianjing                                                                    | Denis Sergiyenko                                                                                            | Koutarou Murakami                                                                                  |
| Hommes juniors         | Issei Matsumoto                                                                 | Heo Seung-soo                                                                                               | Ayumi Nakajima                                                                                     |
| Femmes élites          | Yao BianWa                                                                      | Yao Ping | Faranak Partoazar                                                                                  |
| Femmes moins de 23 ans | Nathalie Panyawan                                                               | Urara Kawaguchi                                                                                             | Surattiya Buppha                                                                                   |
| Femmes juniors         | Yonthanan Phonkla                                                               | Jarinya Suebjakthin                                                                                         | Zarina Bikmayeva                                                                                   |
| Relais mixte           | Japon Miho Imai Urara Kawaguchi Riki Kitabayashi Issei Matsumoto Kohei Yamamoto | Thaïlande Supuksorn Nuntana Natalie Panyawan Phunsiri Sirimongkhon Keerati Sukprasart Athiphong Suwannasing | Kazakhstan Shakir Adilov Zarina Bikmayeva Temirlan Mukhamediyanov Alina Sarkulova Damir Tursunkali |

### Cross-country eliminator
| Épreuves      | Or                     | Argent             | Bronze                |
| ------------- | ---------------------- | ------------------ | --------------------- |
| Hommes élites | Zaenal Fanani          | Keerati Sukprasart | Phunsiri Sirimongkhon |
| Femmes élites | Warinthorn Phetpraphan | Supuksorn Nuntana  | Natalie Panyawan      |

### Descente
| Épreuves | Or                      | Argent              | Bronze              |
| -------- | ----------------------- | ------------------- | ------------------- |
| Hommes   | Methasit Boonsane       | Chinnapat Sukchanya | Suebsakun Sukchanya |
| Femmes   | Chatkamnoed Siraphatson | Tida Panyawan       | Vipavee Deekaballes |